# Remigi Winzap
Remigi Winzap (* 1961) ist ein Schweizer Diplomat.

## Leben
Winzap wurde 1961 geboren und stammt aus Bünden. Er studierte in Genf Rechtswissenschaften und schloss ein Nachdiplomstudium in öffentlicher Verwaltung der École nationale d’administration ab. Er arbeitete sechs Jahre beim Schweizerischen Bankverein in Genf, Basel und New York.
Er trat danach in die schweizerische Bundesverwaltung ein. Dort war er unter anderem Teil der Verhandlungen über Dienstleistungen während der Uruguay-Runde. Von 2001 bis 2006 war er Botschaftsrat in Brüssel. Im Jahr 2012 wurde er der Nachfolger von Luzius Wasescha als Ständiger Vertreter bei der Welthandelsorganisation (WTO) und der Europäischen Freihandelsassoziation (EFTA). Dies blieb er bis 2016. Sein Nachfolger im Amt als Ständiger Vertreter bei der WTO und der EFTA wurde Didier Chambovey.
Am 21. März 2018 wurde Winzap zum Schweizer Exekutivdirektor bei der Europäischen Bank für Wiederaufbau und Entwicklung ernannt. Sein Amt trat er als Nachfolger von Heinz Kaufmann am 1. September 2018 an.